# Pendukeni Livula-Ithana
Pendukeni Livula-Ithana, född 11 oktober 1952, är en namibisk politiker och kronjurist.
Livula-Ithana var Namibias justitieminister mellan 2005 och 2012. Sedan 2012 är hon landets inrikesminister.
Hon sågs som en tänkbar blivande vice-president inom SWAPO, när Sam Nujoma avgick från posten som partiets president. Hon tillhör den del av partiet som stödde Nujoma. Istället utsågs hon till generalsekreterare i partiet, en post hon hade 2007 till 2012.